# Gelber Ring
Der Gelbe Ring war im Mittelalter eine für Juden vorgeschriebene Kennzeichnung. Als weitere Bezeichnung je nach Ausführung sind Judenring, Judenkreis, Gelber Fleck oder Rouelle (französisch „Scheibe“) üblich. Juden mussten seit dem 13. Jahrhundert in vielen Ländern und Regionen Europas außen sichtbar ein Stoffstück in Kreis-, Ring- oder Rechteck-Form – meist vorn in Brusthöhe – auf der Kleidung tragen.
Dies war Teil einer Gesetzgebung der kirchlichen und weltlichen Herrscher, die darauf zielte, Juden zu diskriminieren und auszugrenzen. Der Judenring gilt als Vorläufer des Judensterns aus der Zeit des Nationalsozialismus.

## Geschichte
Ähnliche Kleiderordnungen für religiöse Minderheiten waren im Islam seit dem frühen 8. Jahrhundert für Dhimmis – „Schutzbefohlene, Untergebene“ – üblich. Sie betrafen Juden und Christen. Diese Kennzeichnungspflicht begann 717 mit einem Befehl von Kalif Umar II. Die Art des Kennzeichens war anfangs nicht festgelegt und variierte. 807 befahl Kalif Hārūn ar-Raschīd in Persien für Juden einen gelben, für Christen einen blauen Gürtel. In anderen islamischen Ländern waren es Halsketten und verschiedenfarbige Schuhe.
Der älteste Beleg einer besonderen Kleidungsordnung für Juden in Europa findet sich auf Sizilien. Bereits wenige Jahre nach Beginn der muslimischen Eroberung der Mittelmeerinsel im Jahr 827 wurden von den neuen muslimischen Machthabern entsprechende Verordnungen erlassen, die sich damals auch gegen die Christen richteten.
In der abendländischen Farbsymbolik war die Farbe Gelb – im Gegensatz zum sehr ähnlichen Gold – überwiegend negativ besetzt und stand für Sünden wie Geiz, Neid, Hochmut. Gelbliche Pferde galten Rittern als minderwertig.
Beim 4. Laterankonzil, 1215 unter Papst Innozenz III., wurde eine ganze Reihe einschränkender Bestimmungen, darunter besondere Symbole zur Kennzeichnung Andersgläubiger (Kanon 68), beschlossen.

„Juden und Sarazenen beiderlei Geschlechts in jeder christlichen Provinz und zu allen Zeiten sollen in den Augen der Öffentlichkeit durch die Art ihrer Kleidung von anderen Völkern unterschieden sein.“

Damit wurde die verschiedentlich schon bestehende Praxis, bestimmte Außenseiter (vor allem Leprakranke) durch Kleidungsaccessoires zu kennzeichnen, auch offiziell überall für nichtchristliche religiöse Minderheiten gefordert. Der bestehende Usus unterscheidender Kleidung für soziale Gruppen wurde für Juden und Moslems zur Vorschrift. Wie die geforderten Zeichen auszusehen hatten, sollte jeweils regional geregelt werden, so dass sich in der Folge sehr unterschiedliche Judenzeichen entwickelten. In Deutschland war es zunächst der Judenhut, ein konischer oder halbkugeliger Hut mit breiter flacher Krempe und einem Knauf am Scheitel. Dies war für jüdische Männer schon seit dem 11. und bis ins 15. Jahrhundert eine übliche Tracht. Seit der Mitte des 15. Jahrhunderts setzte sich in Deutschland und im übrigen Europa meistens ein gelber oder roter Ring oder Fleck durch.
Die kirchlichen Vorschriften benötigten für ihre Umsetzung die Unterstützung durch die jeweiligen weltlichen Machthaber, die aber mehrheitlich noch lange versagt blieb. So wurden die kirchlichen Forderungen nach Kennzeichnung auf zahlreichen Provinzialsynoden immer wieder erneuert. Erst im 15. Jahrhundert, als sich die abendländische Gesellschaft zunehmend als eine in erster Linie christliche Gesellschaft verstand (in der Andersgläubige bestenfalls geduldet, mehrheitlich aber vertrieben wurden), wurden einschlägige Bestimmungen zunehmend von weltlicher Seite erlassen, so dass sich die Kennzeichnung der Juden in Europa weitgehend durchsetzte. Allerdings war es der jüdischen Oberschicht durch den Erwerb entsprechender Privilegien weiterhin noch möglich, vom Zwang zum Tragen der Judenzeichen befreit zu werden. 1551 bekräftigte König Ferdinand I. das Gebot des Judenrings für die österreichischen Erblande. 1583 legte die Reichsstadt Speyer genaue Maße dafür fest.
Auf bildhaften Darstellungen von Juden, frühen Skulpturen wie der Judensau und Wandmalereien, später auch Flugschriften und illustrierten Blockbüchern, sind vom frühen 13. bis zum 17. Jahrhundert sowohl der Judenhut wie auch der Judenring erkennbar. Schriftliche Dokumente berichten oft über angebliche Verbrechen von Juden. Die „Judentracht“ kommt in vielen Bühnenstücken und Komödien des 16. Jahrhunderts als Verspottung und Wiedererkennungszeichen vor.

## Zeittafel für Kleiderordnungen

### Islam
- 807: Der abbasidische Kalif Hārūn ar-Raschīd befiehlt für Juden einen gelben Gürtel und für Christen einen blauen.
- 853: Kalif al-Mutawakkil von Persien gibt ein entsprechendes Edikt heraus.
- 887: Juden und Christen werden im muslimisch eroberten Sizilien einer besonderen Kleiderordnung unterworfen.
- 1005: Der Fatimid al-Hakim verpflichtet Juden in Ägypten und Palästina, Glocken an ihren Gürteln und hölzerne „Goldketten“ um den Hals zu tragen.
- 1121: Ein Brief aus Bagdad beschreibt die dortige jüdische Kleiderordnung: „[…] zwei gelbe Gürtel, einen um den Kopf, den andern um den Nacken. Ferner muss jeder Jude ein Stück Leder an seinen Nacken hängen, auf dem das Wort dhimmi steht. Auch um seine Taille muss er einen Gürtel tragen. Die Frauen müssen einen roten und einen schwarzen Schuh tragen, dazu eine kleine Klingel an ihren Nacken oder Schuhen.“
- 1301: In islamischen Ländern müssen Juden gelbe Turbane tragen.
- 1315–1326: Emir Ismael Abu-I-Walid zwingt die Juden von Granada den Gelben Fleck zu tragen.

### Christentum
- 12. Jahrhundert: Der konische Judenhut wird in Deutschland üblich.
- 1215: Das Vierte Laterankonzil verlangt Unterscheidungskennzeichen für Juden und Muslime.
- 1219: Papst Honorius III. erlässt den Juden von Kastilien eine besondere Kleidungsordnung.
- 1222: Der Erzbischof von Canterbury, Stephen Langton, ordnet an, dass englische Juden ein weißes, später ein gelbes Band zu tragen haben.
- 1228: König Jakob I. befiehlt den Juden von Aragon den gelben Gürtel zu tragen.
- 1267: Das Provinzialkonzil von Wien fordert, dass Juden einen besonders geformten „gehörnten“ Hut (pileum cornutum) zu tragen hätten.
- 1269: Ludwig IX. von Frankreich erlässt mit Bezug auf das 4. Laterankonzil eine Kleiderordnung für Juden seines Landes. Jüdische Männer mussten eine kreisförmige Scheibe, die Rouelle, auf der Brust tragen, jüdische Frauen eine besondere Haube. Die Kennzeichnung diente der Umsetzung eines Edikts von 1252, das alle Juden aus Frankreich auswies, die sich nicht zu Christen taufen ließen oder sich nicht für einen bestimmten Betrag davon freikauften. Juden, die öffentlich ohne ihre Kleidungskennzeichen angetroffen wurden, mussten ein Bußgeld von zehn Silberstücken zahlen.
- 1274: Eduard I. von England verschärft das Dekret. Der Gelbe Fleck in Form der Gesetzestafeln des Mose muss von jedem Juden ab dem siebten Lebensjahr über dem Herzen getragen werden.
- 1279: Im Kirchenkonzil von Buda wird das Tragen des Judenrings vorgeschrieben. Infolge des Einspruchs des ungarischen Königs wird diese Bestimmung jedoch nicht konsequent angewandt.
- 1294: In Erfurt wird der Gelbe Fleck erstmals in Deutschland erwähnt.
- 1321: Heinrich II. von Kastilien zwingt Juden zum Tragen des Gelben Flecks.
- 1415: Der Gegenpapst Benedikt XIII. verhängt die Bulle von Avignon. Juden müssen einen gelben oder roten Fleck tragen, die Männer auf ihrer Brust, die Frauen auf dem Schleier.
- 1434: Kaiser Sigismund führt auf Wunsch der Stadt und nach entsprechenden Forderungen des Basler Konzils vom selben Jahr den Gelben Fleck in Augsburg wieder ein.
- 1528: Der Senat von Venedig erlaubt dem berühmten Arzt Jakob Mantino ben Samuel für zwei Monate, den regulären Doktorhut statt des gelben Judenhuts zu tragen. Später wurde die Frist auf Empfehlung des englischen und französischen Botschafters sowie des päpstlichen Legaten und anderer prominenter Patienten des Arztes verlängert.
- 1555: Papst Paul IV. verfügt, dass im Kirchenstaat ansässige Juden blaue (!) Hüte tragen müssen.
- 1566: Papst Pius V. bestätigt die Kennzeichnungspflicht für Juden durch ein gelbes Zeichen an der Außenkleidung. König Sigismund II. August unterzeichnet ein Gesetz, das den Juden Litauens gelbe Hüte und Kopfbedeckungen auferlegt. Zwanzig Jahre später wurde das Gesetz aufgehoben.
- 1775: Papst Pius VI. ordnet im Edikt für die Juden (Paragrafen 17 und 18) mit Bezug auf den Papsterlass von 1566 eine besondere und detaillierte Kleiderordnung für Juden des Kirchenstaates an. Das Edikt wurde 1797 als Folge der Französischen Revolution aufgehoben.

## Zeit des Nationalsozialismus

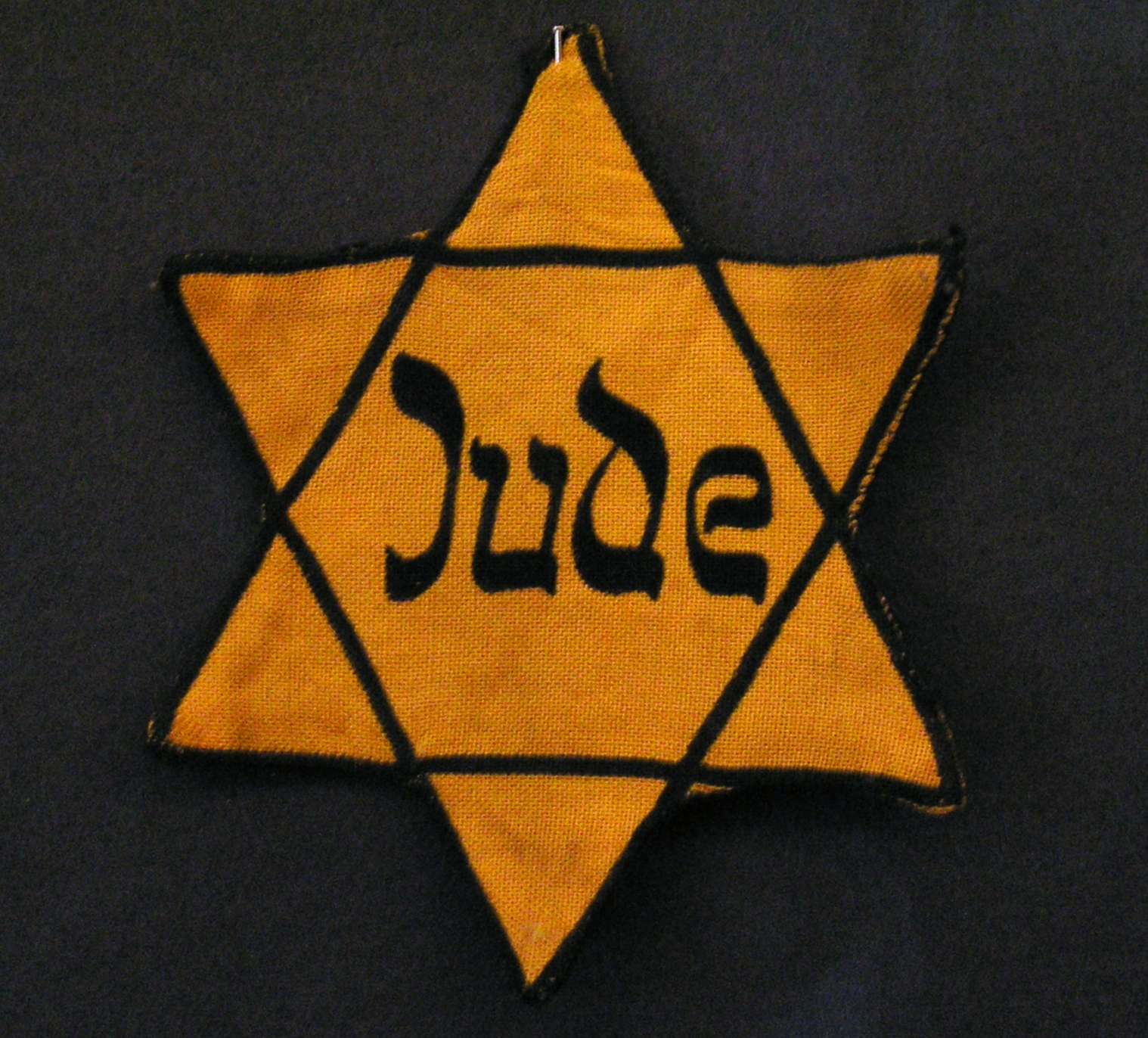
Der sogenannte Judenstern

Schon die NS-Propaganda während der Weimarer Republik, etwa das Hetzblatt Der Stürmer, griff auf Stereotypen des christlichen Antijudaismus zurück, um Juden auch äußerlich als abstoßende fremde Rasse darzustellen. Angesichts der Judenverfolgung seit 1933 gab Lion Feuchtwanger 1936 eine Sammlung von Zeitungsberichten über Gewalttaten an Juden unter dem Titel Der Gelbe Fleck heraus.

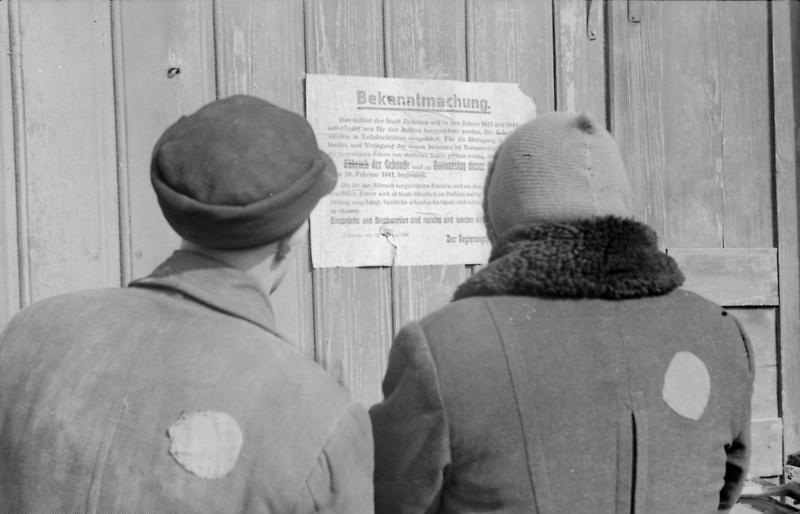
Menschen mit Fleck statt Stern im besetzten Ciechanów, Aufnahme der Propagandakompanie 1941

Im Zweiten Weltkrieg führten NS-Behörden einen Kennzeichnungszwang für Juden in den besetzten Gebieten ein. Zunächst wurden Vorschriften nach dem Überfall auf Polen in besetzten Gebieten Polens, seit Beginn des Russlandfeldzugs in eroberten Gebieten der Sowjetunion und ab 1. September 1941 im Deutschen Reich selbst erlassen. Diese Erlasse bildeten nur den Abschluss zahlreicher Ausgrenzungs- und Verfolgungsmaßnahmen gegen Juden und den Auftakt ihrer Deportation in osteuropäische Ghettos und Vernichtungslager. In den meisten vom Deutschen Reich eroberten Ländern mussten Juden bei Androhung der Todesstrafe solche Erkennungszeichen tragen. Im Generalgouvernement bestanden diese aus einem weißen Armband oder runden Stoffstück mit blau konturiertem Davidstern; in weiteren deutsch besetzten Gebieten und im „Altreich“ aus dem gelben Judenstern aus zwei überlappenden Dreiecken auf schwarzem Grund. Dies war sichtbarer Ausdruck des menschenverachtenden Antisemitismus und Rassismus der NS-Ideologie, die die „Endlösung der Judenfrage“ vorbereitete.